# Сигизмундо (великий герцог Тосканский)
Эрцгерцог Сигизмунд Австрийский (Сигизмунд Отто Мария Йозеф Готфрид Генрих Эрик Леопольд Фердинанд фон Габсбург-Лотарингский) (нем. Sigismund Otto Maria Josef Gottfried Henrich Erik Leopold Ferdinand Von Habsburg-Lothringen; род. 21 апреля 1966, Лозанна, Швейцария) — глава тосканской линии Габсбург-Лотарингского дома, титулярный великий герцог Тосканский (с 18 июня 1993 года).

## Биография
Сигизмунд родился 21 апреля 1966 года в Лозанне (Швейцария). Старший сын эрцгерцога Леопольда Франца Австрийского (род. 25 октября 1942), титулярного великого герцога Тосканского (1984—1993), и его первой супруги, Летиции д’Аренберг (род. 2 сентября 1941). Сигизмунд получил образование в области компьютерной информатики и работал в качестве банкира.
В 1993 году эрцгерцог Леопольд Франц Австрийский (отец Сигизмунда) отказался от своих прав на главенство в тосканской линии Габсбург-Лотарингского дома в пользу своего старшего сына. В том же 1993 года Леопольд Франц женился вторым браком на Марте Перес-Вальверде (род. 13 марта 1947). Второй брак (после развода) противоречил законам римско-католического Ордена Святого Стефана, руководителем которого тогда он являлся. С 18 июня 1993 года эрцгерцог Сигизмунд Австрийский стал главой тосканской линии Габсбургского дома и титулярным великим герцогом Тосканским.
Сигизмунд рос и воспитывался родителями в Уругвае и Швейцарии. Его родственники со стороны матери владели предприятиями в Уругвае.

## Должности
Эрцгерцог Сигизмунд Австрийский является великим магистром Ордена Святого Иосифа и Ордена Святого Стефана, двух рыцарских орденов герцогского дома Тосканы. Он также являлся членом комитета попечительства Готского альманаха.

## Семья
11 сентября 1999 года Сигизмунд женился в Лондоне на Алисе Джульетте Эдменстен (род. 11 сентября 1973, Глазго), единственной дочери сэра Арчибальда Брюса Эдменстен, 7-го баронета (род. 1934), и его второй жены, Джульетты Элизабет Дикин . Эрцгерцогиня Алиса является праправнучкой Маршалла Филда и дальней родственницей Королевы Камиллы. Эдменстены — старинная шотландская семья, которая получила титул баронета в 1774 году. Наиболее известной представительницей рода является Алиса Кеппел (1868—1947), любовница английского короля Эдуарда VII. Сигизмунд и Алиса развелись в 2016 году. У пары было трое детей:
- Эрцгерцог Леопольд Амадео Петер Фердинанд Арчибальд Австрийский, великий принц Тосканский (род. 9 мая 2001, Глазго, Шотландия), наследник тосканского герцогского титула
- Эрцгерцогиня Татьяна Мария Терезия Летиция Джульетта Австрийская, принцесса Тосканская (род. 3 марта 2003, Ливингстон, Шотландия)
- Эрцгерцог Максимилиан Стефано Сигизмунд Вильгельм Брюс Эрик Леопольд Австрийский, принц Тосканский (род. 27 мая 2004, Ливингстон, Шотландия)

Сигизмунд проживает со своей семьей в Лозанне, Швейцария.

## Титулы и стили
- 21 апреля 1966 — 18 июня 1993 года: «Его Императорское и Королевское Высочество Эрцгерцог и Принц Австрийский, Принц Венгерский, Богемский и Тосканский»
- 18 июня 1993 — н. в.: «Его Императорское и Королевское Высочество Великий Герцог Тосканский»